# 埃默松·帕爾米耶里
埃默松·帕爾米耶里·多斯桑托斯（葡萄牙語：Emerson Palmieri dos Santos；1994年8月3日—），出身於巴西，意大利足球運動員，現效力於英超球會韋斯咸，意大利國家足球隊成員，司職左後衛。

## 俱樂部生涯
埃默松出生於巴西聖保羅，出道於桑托斯足球俱樂部，16歲時代表俱樂部首次亮相。
18歲那年，他確立了俱樂部U20梯隊主力球員的位置後，埃默松開始在一線隊的比賽中登場，這引起了意甲球隊巴勒莫的興趣。在2014/15賽季開始前，這位年輕小將租借加盟巴勒莫一個賽季。
此後他以租借的形式加盟羅馬，他在球隊4-2戰勝巴勒莫的比賽中首發登場。在聖西羅球場取得了自己代表羅馬的首粒進球，幫助球隊在客場3-1擊敗AC米蘭。2016年12月，他正式轉會加盟羅馬。2016/17賽季，埃默松與安東尼奧·呂迪格在後防線搭檔，發揮出了職業生涯最佳的表現，他坐穩了羅馬的主力陣容並且幫助球隊收穫了意甲聯賽亞軍的好成績，離榜首的祖雲達斯僅差4分。
他因傷缺席了2017/18賽季開局階段，但在12月重返賽場，一個月之後轉會切爾西，他在藍軍4-0大勝赫爾城的英格蘭足總杯比賽中完成切爾西首秀，當時他在左邊翼衛的位置上表現出色，為奧利弗·吉魯助攻一球。
當馬科斯·阿隆索停賽三場的時候，他獲得機會在英超出場，在客場擊敗伯恩利和斯旺西的比賽中表現出色。這兩場比賽之前，他參加在溫布利球場對陣南安普頓的英格蘭足總杯半決賽，但是他因傷沒有參加隨後一個月的決賽。
2018/19埃默松的切爾西首個進球出現在安菲爾德球場擊敗利物浦的英格蘭聯賽杯中，他近距離破門，幫助切爾西以2-1取勝。
隨著賽季的進行，埃默松獲得越來越多首發的機會，他在邊後衛位置上的速度和出色的傳球能力。而在歐聯決賽中，他的傳球幫助到吉魯頭球攻入關鍵的一球。這個賽季，他一共出場27次。
埃默松2019/20賽季在英超的出場次數比他在斯坦福橋球場的前兩個賽季都要多，成為主帥法蘭克·蘭帕德左路的首位人選。
儘管在足總杯第三輪對陣諾丁漢森林的比賽中表現出色，但由於里斯·詹姆斯出現在右後衛位置，隨後塞薩爾·阿斯皮利奎塔移至左邊衛，埃默松在2020年初成為了替補。聯賽重啓後，他兩次首發出場，一次是足總杯四分之一決賽戰勝萊斯特城，另一次是歐冠16強第二回合輸給拜仁慕尼黑。

## 國家隊生涯
埃默松在代表巴西青年隊參加了幾項國際賽事，包括U17世界盃，但他母親有意大利血統，埃莫森在2017年3月加入意大利國籍，不久之後被意大利國家足球隊徵召。
2018年9月，在對葡萄牙的一場歐國聯比賽中，埃莫森下半場替補出場，完成意大利國家隊首秀，那場比賽意大利0-1敗給葡萄牙。
2021年6月，埃默松入選了義大利參加2020年歐洲國家盃的大名單。7月11日，他隨隊獲得歐洲國家盃冠軍。

## 榮譽

### 球會
桑托斯
- 巴西聖保羅州聯賽：2011、2012[15]

車路士
- 歐霸盃冠軍：2018/2019[16]
- 欧洲冠军联赛冠军：2020/2021[17]
- 英格蘭足總盃 亞軍：2019–20[18]、2020–21[19]
- 英格蘭足球聯賽盃 亞軍：2018–19[20]

韋斯咸
- 歐協聯冠軍 : 2022-23[21]

### 國家隊
巴西 U17
- 南美洲U-17足球錦標賽：2011[15]

 義大利
- 歐洲國家盃冠軍：2020[14]

### 勳章
- 5級／騎士－意大利共和國功勳騎士勳章：2021[22]

## 外部連結
- 埃莫森·帕尔米耶里 （页面存档备份，存于）在切尔西官网的档案
- 埃莫森·帕尔米耶里 （页面存档备份，存于）在意大利足协的档案（意大利文）
- Soccerway資料庫：埃默松·帕爾米耶里
- 足球数据库：埃默松·帕爾米耶里的球员统计数据
- 埃莫森·帕尔米耶里 （页面存档备份，存于）在意甲官网的档案（意大利文）